# Mariana Avitia
Mariana Avitia (18 de setembro de 1993, Monterrey) é uma arqueira mexicana, medalhista olímpica.

## Olimpíadas
Conquistou uma medalha de bronze nos Jogos Olímpicos de Verão de 2012, em Londres na competição individual e apenas um sétimo lugar na competição por equipes. Também participou dos Jogos Olímpicos de Verão de 2008 ficando em oitavo lugar .